# Бурунді на Чемпіонаті світу з водних видів спорту 2015
Бурунді взяла участь у Чемпіонаті світу з водних видів спорту 2015, який пройшов у Казані (Росія) від 24 липня до 9 серпня.

## Плавання
Бурундійські плавці виконали кваліфікаційні нормативи в дисциплінах, які наведено в таблиці (не більш як 2 плавці на одну дисципліну за часом нормативу A, і не більш як 1 плавець на одну дисципліну за часом нормативу B):
Чоловіки
| Спортсмен           | Дисципліна           | Попередній заплив | Попередній заплив | Півфінал        | Півфінал        | Фінал           | Фінал           |
| Спортсмен           | Дисципліна           | Час               | Місце             | Час             | Місце           | Час             | Місце           |
| ------------------- | -------------------- | ----------------- | ----------------- | --------------- | --------------- | --------------- | --------------- |
| Беллі-Кресус Ганіра | 100 м вільним стилем | 59.74             | 107               | Завершив виступ | Завершив виступ | Завершив виступ | Завершив виступ |
| Беллі-Кресус Ганіра | 100 м батерфляєм     | 1:07.16           | 72                | Завершив виступ | Завершив виступ | Завершив виступ | Завершив виступ |
| Біллі Скотт-Іракозе | 50 м вільним стилем  | 26.50             | 86                | Завершив виступ | Завершив виступ | Завершив виступ | Завершив виступ |
| Біллі Скотт-Іракозе | 50 m butterfly       | 30.44             | 71                | Завершив виступ | Завершив виступ | Завершив виступ | Завершив виступ |

Жінки
| Спортсменка    | Дисципліна           | Попередній заплив | Попередній заплив | Півфінал         | Півфінал         | Фінал            | Фінал            |
| Спортсменка    | Дисципліна           | Час               | Місце             | Час              | Місце            | Час              | Місце            |
| -------------- | -------------------- | ----------------- | ----------------- | ---------------- | ---------------- | ---------------- | ---------------- |
| Елсі Увамахоро | 50 м вільним стилем  | 34.08             | 102               | Завершила виступ | Завершила виступ | Завершила виступ | Завершила виступ |
| Елсі Увамахоро | 100 м вільним стилем | 1:18.50           | 90                | Завершила виступ | Завершила виступ | Завершила виступ | Завершила виступ |